# Вёллердинген
Вёллердинген (фр. Voellerdingen) — коммуна на северо-востоке Франции в регионе Гранд-Эст (бывший Эльзас — Шампань — Арденны — Лотарингия), департамент Нижний Рейн, округ Саверн, кантон Ингвиллер. До марта 2015 года коммуна административно входила в состав упразднённого кантона Сар-Юньон (округ Саверн).
Площадь коммуны — 13,05 км², население — 428 человек (2006) с тенденцией к снижению: 398 человек (2013), плотность населения — 30,5 чел/км².

## Население
Население коммуны в 2011 году составляло 408 человек, в 2012 году — 394 человека, а в 2013-м — 398 человек.
| 1962 | 1968 | 1975 | 1982 | 1990 | 1999 | 2006 | 2008 | 2011 | 2012 | 2013 |
| ---- | ---- | ---- | ---- | ---- | ---- | ---- | ---- | ---- | ---- | ---- |
| 465  | 487  | 456  | 440  | 428  | 419  | 428  | 435  | 408  | 394  | 398  |

Динамика населения:

## Экономика
В 2010 году из 287 человек трудоспособного возраста (от 15 до 64 лет) 201 были экономически активными, 86 — неактивными (показатель активности 70,0 %, в 1999 году — 62,7 %). Из 201 активных трудоспособных жителей работали 187 человек (113 мужчин и 74 женщины), 14 числились безработными (5 мужчин и 9 женщин). Среди 86 трудоспособных неактивных граждан 25 были учениками либо студентами, 36 — пенсионерами, а ещё 25 — были неактивны в силу других причин.